# Ramphastos
Ramphastos Linnaeus, 1758 è un genere di uccelli della famiglia Ramphastidae, diffuso in America centrale e Sud America.

## Tassonomia
Sono note le seguenti specie:
- Ramphastos dicolorus Linnaeus, 1766 - tucano pettorosso
- Ramphastos vitellinus Lichtenstein, 1823 - tucano scanalato
- Ramphastos citreolaemus Gould, 1844 - tucano golacitrina
- Ramphastos brevis Meyer de Schauensee, 1945 - tucano del Chocò
- Ramphastos sulfuratus Lesson, 1830 - tucano carenato
- Ramphastos toco Statius Müller, 1776 - tucano toco
- Ramphastos tucanus Linnaeus, 1758 - tucano beccorosso
- Ramphastos ambiguus Swainson, 1823 - tucano becconero